# Foglalkozási átrétegződés
A foglalkozási átrétegződés néven ismert folyamat a kereső népesség foglalkozási szerkezetének megváltozása. A foglalkozási átrétegződés első alkalommal az ipari forradalom idején jelentkezett, amikor a gazdasági szektorok, illetve az egyes foglalkozási csoportok közötti népességáramlás megindult a technológia-társadalmi változások következményeként.
A foglalkozási átrétegződés a Föld egyes részein eltérő időben jelentkezik, ezért ennek kezdete is eltérő az egyes országok esetében.

## Jellemzése
A kereső népesség foglalkozási szerkezete folyamatosan változik, mind a szektorok, mind az egyes foglalkozási csoportok között népességáramlás, ún. foglalkozási átrétegződés megy végbe. A foglalkozási átrétegződés egy hosszan tartó történelmi folyamat, mely lényegében az ipari forradalomtól vette kezdetét. Az átrétegződés folyamata, a munkaerő áramlás iránya szerint több szakaszra bontható.
- 1. szakasza:

Ebben a fázisban a mezőgazdaságban tömörült aktív keresők először az iparba áramlanak (indusztrializáció), ezzel a mezőgazdaság korábbi egyeduralma (80-85%) kezd megbomlani. Magyarországon ez a fázis a kiegyezés után a 19. század 70-es 80-as éveiben vette kezdetét.
- 2. szakasz:

A foglalkozási átrétegződés második fázisában a munkaerő a mezőgazdaságból már nem csak az iparba, hanem a szolgáltató szektorba is átvándorol. Ez Magyarországon az 1930-as évektől vette kezdetét.
- 3. szakasz:

A harmadik fázisban már az iparból is munkaerő szabadul fel, s áramlik a szolgáltató szektorba. Magyarországon ez a folyamat az 1970-es évtized második felében indult be, de a súlypontja az 1990-es évek elejére esett.
- 4. szakasz:

Végül a negyedik fázisban már csak az iparból történik átáramlás a szolgáltatásokba (poszt-indusztriális fejlődés), a mezőgazdaság 2-4%-kal eléri a minimumát. Végül a foglalkozási szerkezet egy látszólagos nyugalmi állapotba jut, az átrendeződések egyre inkább a tercier szektoron belül mennek végbe, s kialakul a kvaterner szektor. Ez a legfejlettebb országok jellemzője, ahol a foglalkozási szerkezeten belül a mezőgazdaság 2-3%-kal, az ipar 23-25%-kal a szolgáltatások 72-75%-kal részesedik, emellett megjelenik és egyre nagyobb súlyra tesz szert a kvaterner szektor.

## Foglalkozási szerkezet
Foglalkozási szerkezet azt jelenti, hogy az aktív keresők, vagyis a munkaerő ténylegesen dolgozó része, hogyan oszlik meg a gazdaság fő szektorai között. A hivatalosan alkalmazott felosztás szerint a gazdaságnak 3 fő ága van: A primer, szekunder és tercier szektor.
Az 1. vagy primer szektor a nyersanyagtermeléssel foglalkozó gazdasági ágazatokat foglalja magában. Így ide sorolják a mezőgazdaság, az erdőgazdálkodás, a halászat és vadászat mellett az ásványi nyersanyagokat kitermelő bányászatot is.
A 2. vagy szekunder szektorhoz tartozik az ipar, azon belül pl. az energiagazdaság, a feldolgozóipar és az építőipar összessége.
A szolgáltatások alkotják a gazdaság 3. vagy tercier szektorát, amely rendkívül sokféle tevékenységet foglal magába. A szolgáltatások közös jellemzője, hogy a primer és szekunder szektorral szemben nem hoznak létre fizikailag megfogható terméket, anyagi javakat, fő feladatuk a gazdasági termelés (mezőgazdaság, ipar) "kiszolgálása" és a társadalom működésének, illetve jólétének biztosítása.
A szolgáltatási tevékenységeket jellegük szerint általában 2 nagy csoportba soroljuk:
- A termelést közvetlenül kiszolgáló, elsősorban nyereség céljából végzett szolgáltatások képezik a gazdasági szolgáltatásokat. Ide tartoznak pl. a közlekedés, hírközlés, kereskedelem, idegenforgalom, bank és pénzügyi, illetve az üzleti szolgáltatások.

- A másik ezzel szemben a társadalom zavartalan működését, az egyének jólétét és biztonságát hivatottak elősegíteni. Ezek a társadalmi szolgáltatások. Közéjük soroljuk az államhatalom szervezeteit, az oktatási és egészségügyi ellátást, a kulturális intézményeket.

A szolgáltatások adják napjaink vezető világgazdasági ágát. A szolgáltatások részarányának növekedése, a tercierizálódás a gazdasági fejlődés következménye, a növekvő jólét velejárója.
Új jelenség, hogy a fejlettség fokmérőjének napjainkban egyre inkább a tercier tevékenységek egy szűk köre, az ún. kvaterner szektor számít. A gazdaság nem hivatalos negyedik szektorába a tercier szektor ágazatai közül az információ tárolását, feldolgozását és továbbítását végző tevékenységeket, a tudományos kutatást és műszaki fejlesztést (K+F), tehát általában a magas szintű szellemi tevékenységeket soroljuk ide.